# Mobile Revelers (basketbal)
Mobile Revelers was een Amerikaanse basketbalclub uit Mobile die uitkwam in de National Basketball Development League van 2001 tot 2003.

## Geschiedenis
De club werd samen met de competitie opgericht in 2001. Sam Vincent was in beide seizoenen dat de club bestond coach. Hij leidde de club in zijn eerste seizoen naar de play-offs maar verloren in de halve finale van de North Charleston Lowgators. Het volgende seizoen wonnen ze van de Lowgators en wonnen in de finale van de Fayetteville Patriots. In 2003 besloot de competitie om de ploeg op te doeken.

## Erelijst
- NBDL-kampioen: 2003
- All-NBDL First Team: Isaac Fontaine (2002)
- All-NBDL Second Team: Derek Hood (2002, 2003), Ernest Brown (2003)

## Resultaten
| Seizoen | Wins | Verlies | Play-offs    | Coach       |
| ------- | ---- | ------- | ------------ | ----------- |
| 2001/02 | 30   | 26      | Halve finale | Sam Vincent |
| 2002/03 | 26   | 24      | Winnaar      | Sam Vincent |